# Supercopa da Albânia
A Supercopa da Albânia (em albanês: Superkupa e Shqipërisë) é uma competição de futebol realizada anualmente na Albânia entre os campeões da Kategoria Superiore e da Kupa e Shqipërisë.
A competição começou a ser disputada em 1989, sendo o primeiro campeão o Dinamo Tiranë, tendo até hoje 24 edições, sendo que não foi realizada a competição em 1993, 1995, 1996, 1997 e 1999.

## Finais
| edição | Data                                                               | campeão                                                            | resultado                                                          | vice - campeão                                                     |
| ------ | ------------------------------------------------------------------ | ------------------------------------------------------------------ | ------------------------------------------------------------------ | ------------------------------------------------------------------ |
| 1989   | 11 de janeiro, 1990                                                | Dinamo Tirana                                                      | 2–0                                                                | KF Tirana                                                          |
| 1990   | 11 de janeiro, 1991                                                | Flamurtari Vlorë                                                   | 3–3 (aet) 5:4 (p)                                                  | Dinamo Tirana                                                      |
| 1991   | 11 de janeiro, 1992                                                | Flamurtari Vlorë                                                   | 1–0                                                                | Partizani Tirana                                                   |
| 1992   | 10 de janeiro, 1993                                                | KF Elbasani                                                        | 3–2 (aet)                                                          | Vllaznia Shkodër                                                   |
| 1993   | Nenhum troféu concedido porque o Partizani Tirana ganhou o Double. | Nenhum troféu concedido porque o Partizani Tirana ganhou o Double. | Nenhum troféu concedido porque o Partizani Tirana ganhou o Double. | Nenhum troféu concedido porque o Partizani Tirana ganhou o Double. |
| 1994   | 8 de janeiro, 1995                                                 | KF Tirana                                                          | 1–0                                                                | Teuta Durrës                                                       |
| 1995   | A final envolvendo KF Tirana vs Teuta Durrës não foi jogado.       | A final envolvendo KF Tirana vs Teuta Durrës não foi jogado.       | A final envolvendo KF Tirana vs Teuta Durrës não foi jogado.       | A final envolvendo KF Tirana vs Teuta Durrës não foi jogado.       |
| 1996   | KF Tirana ganhou o Double.                                         | KF Tirana ganhou o Double.                                         | KF Tirana ganhou o Double.                                         | KF Tirana ganhou o Double.                                         |
| 1997   | A final envolvendo o KF Tirana vs Partizani Tirana não foijogada.  | A final envolvendo o KF Tirana vs Partizani Tirana não foijogada.  | A final envolvendo o KF Tirana vs Partizani Tirana não foijogada.  | A final envolvendo o KF Tirana vs Partizani Tirana não foijogada.  |
| 1998   | 9 de janeiro, 1999                                                 | Vllaznia Shkodër                                                   | 1–1 (aet) 5:4 (p)                                                  | Apolonia Fier                                                      |
| 1999   | KF Tirana ganhou o Double".                                        | KF Tirana ganhou o Double".                                        | KF Tirana ganhou o Double".                                        | KF Tirana ganhou o Double".                                        |
| 2000   | 13 de janeiro, 2001                                                | KF Tirana                                                          | 1–0                                                                | Teuta Durrës                                                       |
| 2001   | 15 de setenbro, 2001                                               | Vllaznia Shkodër                                                   | 2–1                                                                | KF Tirana                                                          |
| 2002   | 14 de setenbro, 2002                                               | KF Tirana                                                          | 6–0                                                                | Dinamo Tirana                                                      |
| 2003   | 16 de agosto, 2003                                                 | KF Tirana                                                          | 3–0                                                                | Dinamo Tirana                                                      |
| 2004   | 17 de agosto, 2004                                                 | Partizani Tirana                                                   | 2–0                                                                | KF Tirana                                                          |
| 2005   | 21 de agosto, 2005                                                 | KF Tirana                                                          | 0–0 (aet) 5:4 (p)                                                  | Teuta Durrës                                                       |
| 2006   | 22 de agosto, 2006                                                 | KF Tirana                                                          | 2–0                                                                | KF Elbasani                                                        |
| 2007   | 23 de agosto, 2007                                                 | KF Tirana                                                          | 4–2                                                                | Besa Kavajë                                                        |
| 2008   | 24 de agosto, 2008                                                 | Dinamo Tirana                                                      | 2–0                                                                | Vllaznia Shkodër                                                   |
| 2009   | 16 de agosto, 2009                                                 | KF Tirana                                                          | 1–0                                                                | Flamurtari Vlorë                                                   |
| 2010   | 16 de agosto, 2010                                                 | Besa Kavajë                                                        | 3–1                                                                | Dinamo Tirana                                                      |
| 2011   | 18 de agosto, 2011                                                 | KF Tirana                                                          | 1–0                                                                | Skënderbeu Korçë                                                   |
| 2012   | 19 de agosto, 2012                                                 | KF Tirana                                                          | 2–1                                                                | Skënderbeu Korçë                                                   |
| 2013   | 18 de agosto, 2013                                                 | Skënderbeu Korçë                                                   | 1–1 (aet) 4:3 (p)                                                  | KF Laçi                                                            |
| 2014   | 17 de agosto, 2014                                                 | Skënderbeu Korçë                                                   | 1–0                                                                | Flamurtari Vlorë                                                   |
| 2015   | 12 de agosto, 2015                                                 | KF Laçi                                                            | 2–2 (aet) 8:7 (p)                                                  | Skënderbeu Korçë                                                   |
| 2016   | 24 de agosto, 2016                                                 | FK Kukësi                                                          | 3–1                                                                | Skënderbeu Korçë                                                   |
| 2017   | 6 de setenbro, 2017                                                | KF Tirana                                                          | 1–0                                                                | FK Kukësi                                                          |

## Performance por clube
| Clube            | campeão | vice | anos de campeão                                                  | anos de vice           |
| ---------------- | ------- | ---- | ---------------------------------------------------------------- | ---------------------- |
| KF Tirana        | 11      | 3    | 1994, 2000, 2002, 2003, 2005, 2006, 2007, 2009, 2011, 2012, 2017 | 1989, 2001, 2004       |
| Dinamo Tirana    | 2       | 4    | 1989, 2008                                                       | 1990, 2002, 2003, 2010 |
| Skënderbeu Korçë | 2       | 4    | 2013, 2014                                                       | 2011, 2012, 2015, 2016 |
| Flamurtari Vlorë | 2       | 2    | 1990, 1991                                                       | 2009, 2014             |
| Vllaznia Shkodër | 2       | 2    | 1998, 2001                                                       | 1992, 2008             |
| Elbasani         | 1       | 1    | 1992                                                             | 2006                   |
| Partizani Tirana | 1       | 1    | 2004                                                             | 1991                   |
| Besa Kavajë      | 1       | 1    | 2010                                                             | 2007                   |
| KF Laçi          | 1       | 1    | 2015                                                             | 2013                   |
| FK Kukësi        | 1       | 1    | 2016                                                             | 2017                   |
| Teuta Durrës     | —       | 3    | —                                                                | 1994, 2000, 2005       |
| Apolonia Fier    | —       | 1    | —                                                                | 1998                   |